# Bad Liebenstein
Bad Liebenstein é uma cidade da Alemanha localizada no distrito de Wartburgkreis, estado da Turíngia.